# Abu Umar ibn Said

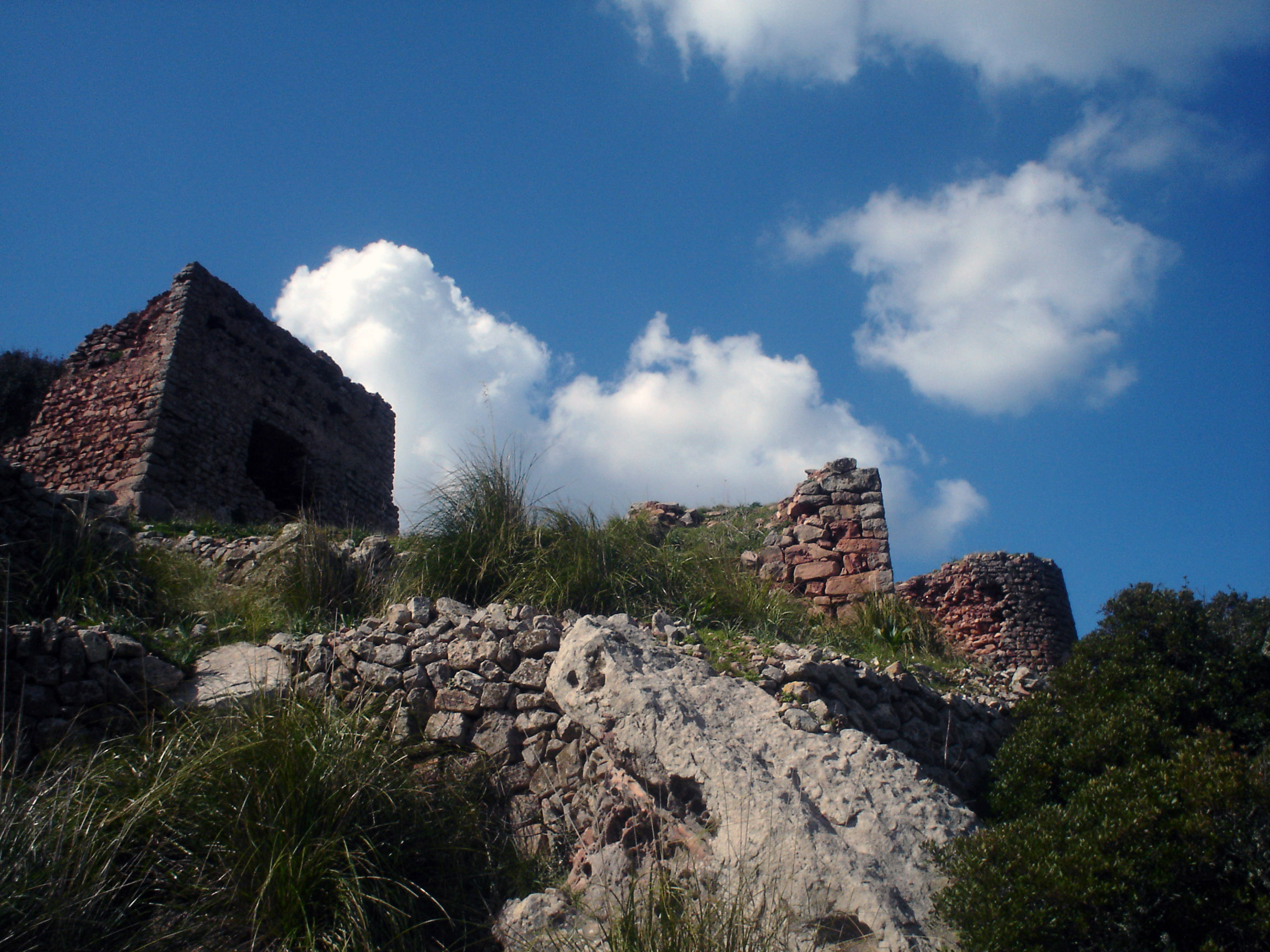
Ruïne van het fort Santa Àgueda

Abu Umar ibn Said (Arabisch: أبو عمر بن سعيد) (overleden 1287) was een zoon van Abu Uthman Said ibn Hakam al-Qurashi en van 1282 tot 1287 de laatste emir van de taifa Minorca op het eiland Minorca (Arabisch: Manurqa).
In zijn eerste regeringsjaar kreeg hij te maken met een vloot van koning Peter III die op weg was naar Tunis. Peter wilde die stad weer onder zijn controle brengen en spande hierin samen met Bugron - de gouverneur van de stad Constantijn - die zich tot het Christendom had bekeerd en de stad aan het Koninkrijk Aragon had opgedragen. De vloot passeerde Minorca, waarna Abu Umar boodschappers stuurde naar Noord-Afrika om de aanstaande invasie te melden. De invasie was daardoor weinig succesvol en Bugron werd terechtgesteld.
Er was inmiddels ook spanning ontstaan tussen Aragon en het Koninkrijk Majorca, waar Jacobus II aan de macht was. Zowel Peter III als diens zoon Alfons III probeerden Majorca in te lijven, hetgeen in 1285 lukte. Alfons wilde daarna wraak nemen op Abu Umar en Minorca toevoegen aan zijn gebieden.
Alfons vertrok met zijn leger vanuit Salou en landde op 5 januari 1287 op Minorca. Abu Umar verzette zich met behulp van een huurlingenleger uit Noord-Afrika. Op 17 januari kwam het tot een veldslag die door Abu Umar werd verloren; hij vluchtte naar het Castell de Santa Àgueda bij Madina al Jazira (nu Ciutadella de Menorca). Hij hield daar nog drie dagen stand, maar hij was zwaar in de minderheid en moest capituleren. Hij sloot op 21 januari het verdrag van San Agayz, waarin de voorwaarden voor zijn overgave werden opgenomen. Hem werd toegestaan om met een schip het eiland te verlaten en naar Noord-Afrika te gaan met honderd volgelingen, de resten van zijn vader, zijn bibliotheek en vijftig zwaarden. Volgens de Crònica van de Catalaanse historicus Ramon Muntaner verging het gehuurde Genuese schip in een storm en waren er geen overlevenden.